# Tachymetrická stupnice

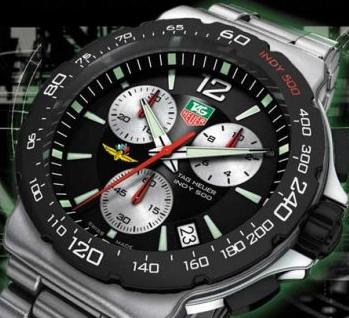
Analogové hodinky TAGHEUER Indy 500 s tachymetrem

Tachymetrická stupnice slouží ve spojení se stopkami k měření rychlosti pohybu pozorovatele na předem známou vzdálenost (obvykle 1 kilometr, míle, námořní míle). Stupnice bývá umístěna po obvodu ciferníku některých analogových hodinek s funkcí stopek. Na rozdíl od telemetrické stupnice není stupnice lineární.
Princip měření je velmi jednoduchý. Vezměme si automobil pohybující se po dálnici. Zapněte stopky hodinek v okamžiku, kdy míjíte kilometrovník (informační dopravní značka, která udává počet kilometrů z jistého bodu). V momentě, kdy míjíte kilometrovník vzdálený přesně 1 km od předchozího, zastavte stopky. Hodnota na tachymetru, na kterou ukazuje ručička na stopkách, je vaše aktuální rychlost.
Problém je však v tom, že stupnice má nejmenší hodnotu 60 km/h. To se dá vyřešit, a to tak, že měřený úsek má délku menší než jeden kilometr (například 250 m). Na hodinkách naměříme přibližně 40 sekund, což na tachymetru ukazuje 90 km/h, avšak vzhledem k tomu, že úsek má jen čtvrtinovou délku, je třeba i rychlost dělit čtyřmi. Tím pádem je výsledná rychlost 22,5 km/h. Opačný postup uplatňujeme při vysokých rychlostech. Abychom mohli měření označit za přesné, musí být v časovém intervalu od 7,2 s do 60 s. Hodnoty mimo tento interval se měřit nedají.
Obecně tachymetr slouží k měření počtu jednotek za jednu hodinu. Dá se tedy využít nejen při měření rychlosti, ale například i při výpočtu spotřeby paliva – pokud spálení litru benzinu trvá 50 sekund a tachymetr ukazuje hodnotu 72, naměřili jsme průměrnou spotřebu 72 litrů za hodinu. Dále můžeme vypočítat, kolik výrobků vyjde z výrobní linky za hodinu, kolik listů papíru dokáže tiskárna vytisknout za hodinu apod.
Navzdory širokému uplatnění se tachymetr v praxi téměř nevyužívá, a to z důvodu omezeného měřitelného časového intervalu a problémů s určením délky měřené dráhy. Na hodinkách se proto vyskytuje spíše jako módní doplněk.